# Jaws (James Bond)
Jaws (bra: Dentes de Aço) é uma personagem de ficção dos filmes da franquia de James Bond - 007 O Espião Que Me Amava e 007 contra o Foguete da Morte. Um dos mais famosos vilões dos filmes de 007, é conhecido por sua altura imponente de 2,18m e seus dentes de metal. O seu nome original, Jaws (significando "tubarão"), vem do fato de possuir grandes dentes de aço, com os quais mata suas vítimas mordendo-as na jugular. Nos dois filmes ele foi interpretado pelo ator Richard Kiel e foi o primeiro vilão a aparecer em dois filmes consecutivos da série. Jaws apareceu em jogos de vídeo game e foi interpretado pelo próprio Kiel no jogo 007 Legends.
Jaws não existe no livro The Spy Who Loved Me, de Ian Fleming, que não permitiu que os elementos de seu livro fossem usados no filme, o que fez com os os produtores usassem outros personagens e uma história completamente diferente. Ele é baseado num dos vilões do livro chamado Sol Horowitz (conhecido como Horror), que tem dentes cobertos de metal.

## Características
Jaws é um homem que sofre de gigantismo e um dos grandes e mais marcantes inimigos de James Bond em toda a série. Sua força descomunal e seus dentes de aço, lhe permitem matar até um tubarão a mordidas e assassinar diversos personagens nas tramas.
No primeiro filme de que participa, 007 O Espião Que Me Amava, como capanga de Karl Stromberg, o principal vilão da trama, ele é um assassino frio, que sobrevive a várias tentativas de Bond de matá-lo mas também não consegue matar nem o espião nem sua companheira a agente russa Anya Amasova. No segundo, 007 contra o Foguete da Morte, como capanga do megalomaníaco Hugo Drax, ele tem uma participação mais cômica, e de perseguidor de Bond no começo do filme torna-se seu aliado no fim dele - onde até arranja uma implausível namorada - depois que descobre que Drax também pretende eliminá-lo por não ser geneticamente perfeito.

## Nos filmes

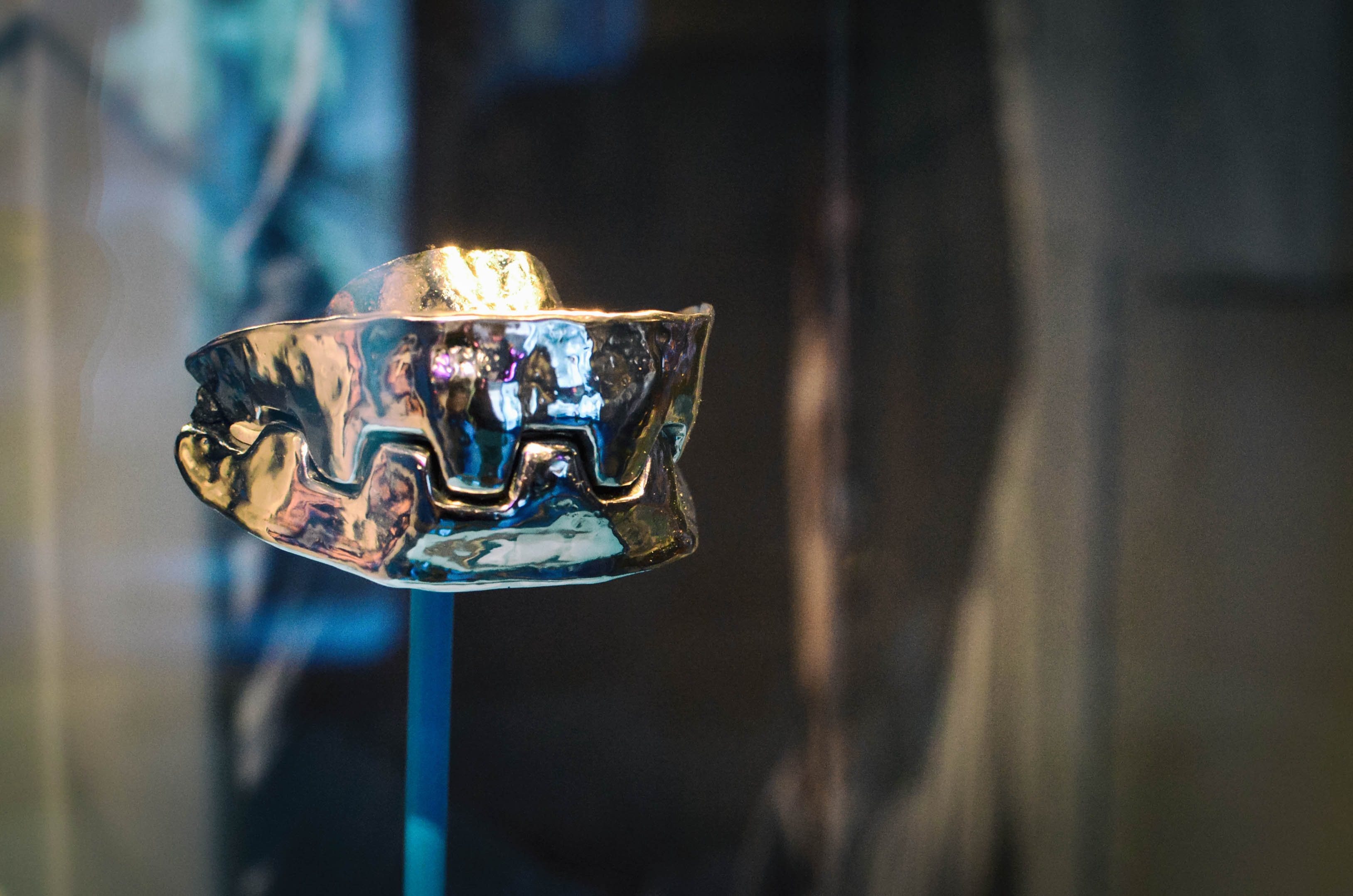
Os dentes de aço de Jaws, em exibição no Museu Internacional da Espionagem em Washington.

Com 2,18m de altura, extremamente forte e com dentes de aço, Jaws é fisicamente invencível numa luta e indestrutível em outras situações, e Bond precisa usar de diversos artifícios para ter vantagens temporárias em seus embates com ele. No primeiro filme, as perseguições de Jaws a Bond e Amasova sempre terminam com o gigante levando desvantagem, embora sobrevivendo a tudo - como quando um andaime inteiro de obras, no Egito, cai sobre sua cabeça, ou quando Bond o eletrocuta durante uma luta, encostando, em seus dentes aço, um bocal de abajur ligado na tomada. Sobrevive inclusive a uma luta contra um tubarão e ao afundamento e explosão da base oceânica de seu chefe, Stromberg, ao fim do filme, desaparecendo no mar.
Em "007 contra o Foguete da Morte" ele trabalha para Hugo Drax, outro bilionário megalomaníaco como Stromberg, que também pretende criar uma nova civilização, desta vez, no espaço. No começo do filme ele aparece numa luta com James Bond num pequeno avião, que termina com os dois e o piloto caindo no ar. Bond - que, sem pára-quedas,  foi empurrado para fora por Jaws - rouba o pára-quedas do piloto durante a queda; Jaws, cujo pára-quedas, por sua vez, não abre, despenca dos céus sobre a lona de uma tenda de circo, e sobrevive, mesmo assim.
Jaws aparece pela segunda vez no Rio de Janeiro, onde tenta matar Bond durante um desfile de escola de samba e num dos mais emblemáticos momentos do filme, em cima e dentro do bondinho do Pão de Açúcar, de onde Bond e sua parceira, a Dra. Holly Goodhead, cientista doublé de agente da CIA, escapam antes ele que se choque com a estação terminal do transporte aéreo com Jaws dentro.
Ao fim do filme, em que arruma uma namorada, Dolly, entre as centenas de habitantes da estação espacial secreta construída por Drax, Jaws volta-se contra o vilão depois de convencido por Bond de que ele também será exterminado por Drax por não ser geneticamente perfeito e o ajuda a destruir e escapar da estação orbital. Ao fim do filme, ele e sua pequena namorada são recolhidos no espaço - para onde escaparam dentro de um pequeno módulo de escape depois da explosão da estação - por um ônibus espacial lançado pelos americanos para destruir a estação de Drax.